# Nolan Flexen
Nolan Flexen (* 12. Februar 2002 in Rio Rancho) ist ein US-amerikanischer Volleyballspieler.

## Karriere
Flexen begann seine Karriere an der Grand Canyon High School. 2022/23 studierte er zunächst an der Master’s University und spielte in der Universitätsmannschaft Mustangs. Anschließend setzte er sein Studium an der UC Irvine fort. 2025 wurde der Außenangreifer vom deutschen Bundesligisten Berlin Recycling Volleys verpflichtet.